# مرکز سامانه‌های حمل‌ونقل ملی جان ای. ولپ

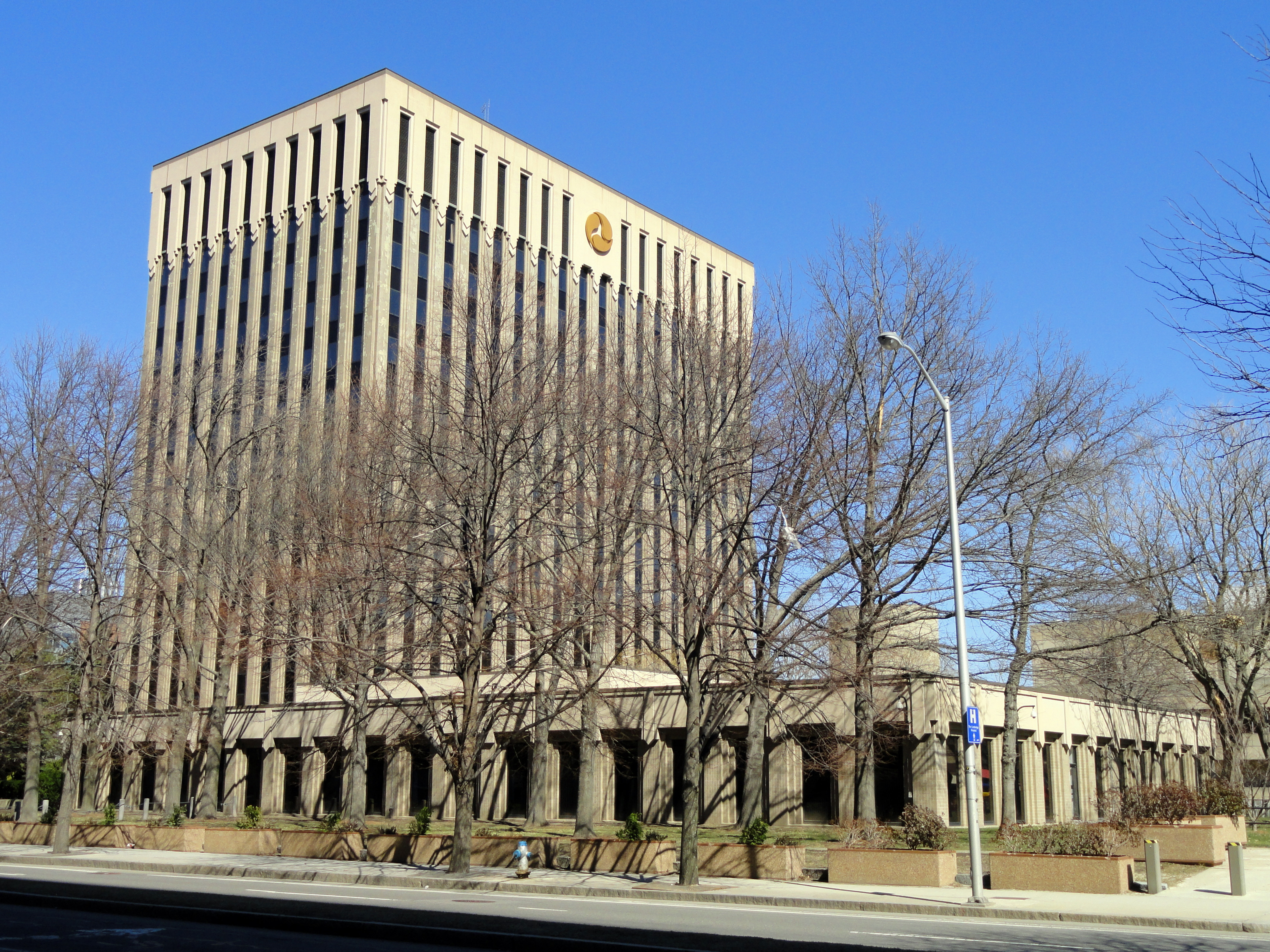
نمای بیرونی مرکز وُلپ در سال 2011

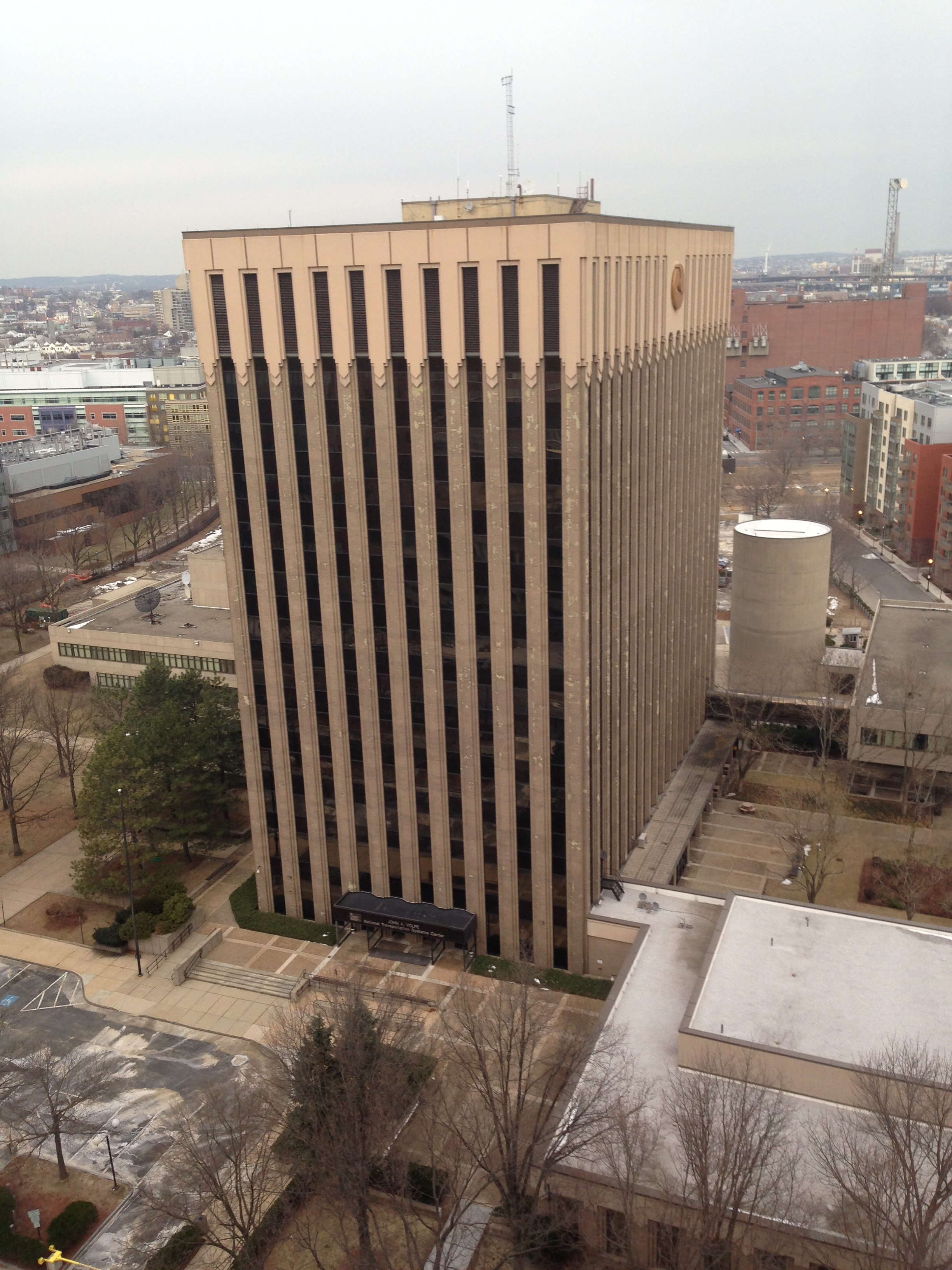
مرکز ولپ در سال 2014

مرکز سامانه‌های حمل‌ونقل ملی جان ای. ولپ یا به صورت ساده، ولپ، در کمبریج، ماساچوست یک مرکز حمل‌ونقل و آماد تخصصی است که زیر نظر وزارت ترابری آمریکا فعالیت می‌کند.
مرکز ولپ به نام فرماندار ماساچوست و وزیر حمل‌ونقل آمریکا جان ولپ نامگذاری شده است، و کار آن شامل مجموعهٔ  گسترده‌ای از پروژه‌هایی است که به حالت‌های حمل‌ونقل سنتی و رشته‌های فنی از جمله سیستم مدیریت ترافیک پیشرفته (ای‌تی‌ام‌اس) ادارهٔ  هوانوردی فدرال و سیستم تجزیه و تحلیل عملکرد ایمنی (اس‌پی‌ای‌اس)، و سیف‌استت آنلاین اداره ایمنی موتورسواران فدرال تقسیم می‌شود.
این مرکز به دولت‌های فدرال، ایالتی و محلی، صنعت و دانشگاه‌ها در برخی از زمینه‌های مشاوره‌ای از جمله تحقیقات عوامل انسانی، طراحی سیستم‌ها، اجرا و ارزیابی، ردیابی سراسری، سرمایه‌گذاری استراتژیک و تخصیص منابع، حفظ محیط زیست و اثربخشی سازمانی کمک می‌کند.
ولپ بخشی از اداره تحقیقات و فناوری نوآورانه وزارت ترابری آمریکا محسوب می‌شود. با این حال، تفاوت آن با بیشتر سازمان‌های فدرال این است که هیچ گونه بودجهٔ مستقیمی از کنگره دریافت نمی‌کند. در عوض همهٔ هزینه‌ها توسط ساختار هزینه برای خدمات که در آن تمام هزینه‌ها توسط کار پروژه حمایت شده است (حدود 200 میلیون دلار در سال) تأمین می‌شود.

## محل
ولپ در پردیس مرکز تحقیقات الکترونیک سابق ناسا در کمبریج، ماساچوست، و در آن سوی رودخانهٔ چارلز از بوستون، روبه‌روی خیابان مؤسسه فناوری ماساچوست (ام‌آی‌تی) و در کنار مترو خط قرمز کندال/ام‌آی‌تی ام‌بی‌تی‌ای واقع شده است.

## توسعهٔ مجدد
در ژانویه 2017، ام‌آی‌تی تفاهمنامه‌ای را با اداره خدمات عمومی آمریکا (جی‌اس‌ای) برای توسعهٔ  مجدد مرکز سیستم‌های حمل‌ونقل ملی جان ای. امضا کرد.
در اکتبر 2017، شورای شهر کمبریج درخواست تغییر منطقهٔ ام‌آی‌تی را برای سایت تأیید کرد و تیمی از معماران و برنامه‌ریزان منظر، در حال کار برای توسعهٔ دفتر جدید مرکز ولپ هستند. 

## همچنین ببینید
- نمایش وضعیت هواپیما به صنعت